# ネクロブッチャー
ネクロブッチャー (Necrobutcher、本名：ヨルン・ストゥッベルド ()、1968年4月13日 - )は、ノルウェーのヘヴィメタルミュージシャン。メイヘムのベーシストとして著名。

## 概要・背景

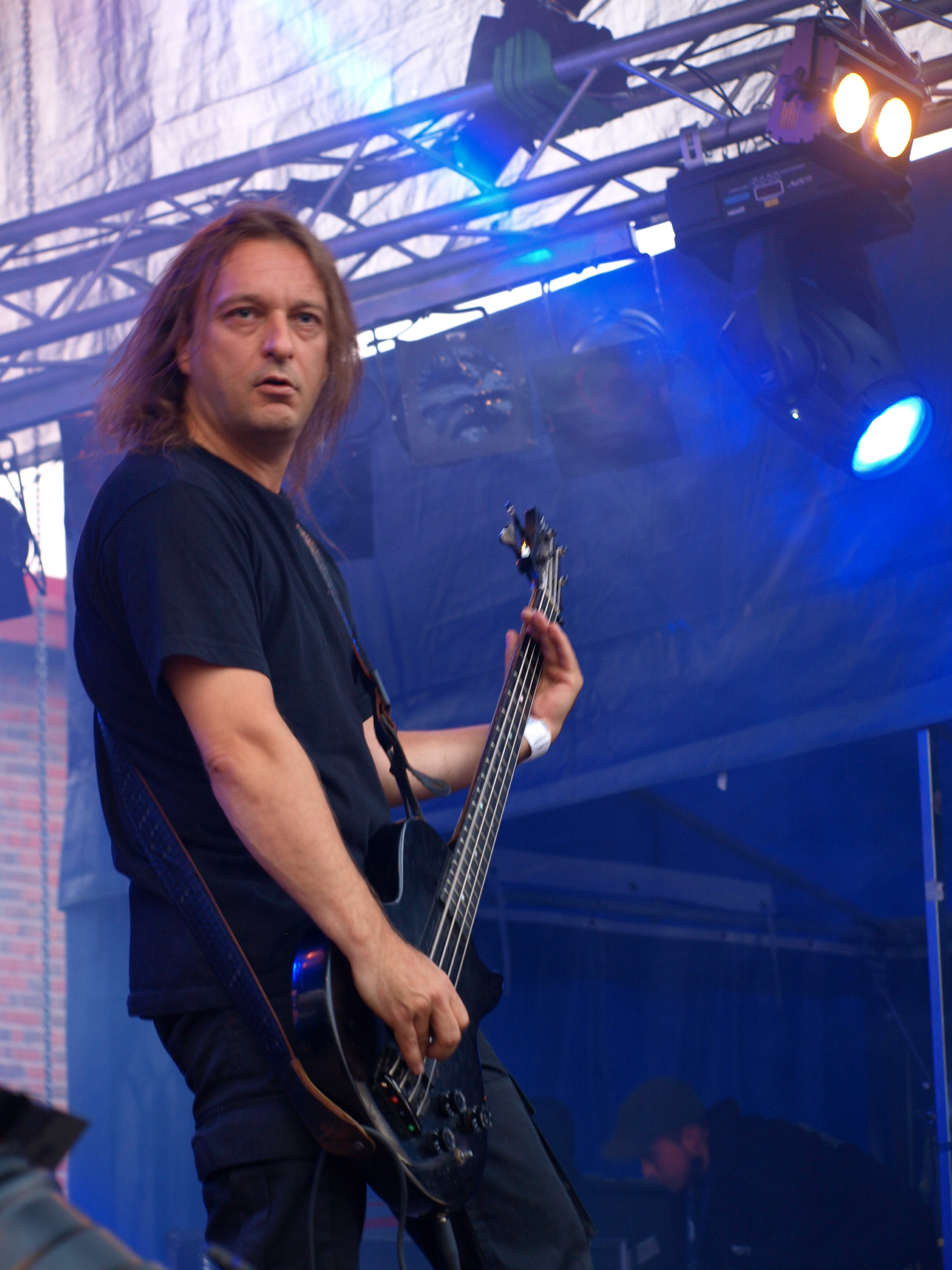
メイヘム - フィンランド公演 (2008年8月)

1984年のメイヘム結成時のメンバーである。この時のメンバーは、ネクロブッチャー (B)、デストラクター (後のユーロニモス) (Vo, G)、マンハイム (Ds)の3名である。現在のメイヘムでは、ネクロブッチャーが唯一のオリジナルメンバーである。
メイヘム結成後、活動を続けるものの1991年に、ボーカリストのデッドが自殺した後、メディアや警察による警告などに葛藤し、メイヘムを脱退する。この脱退について、ユーロニモスがデッドの自殺の要因である精神状態の悪化の一因であったことと、ネクロブッチャーがデッドと親しかったこととが理由ではないかとも言われている。ネクロブッチャー脱退後、ヴァルグ・ヴィーケネスがセッションベーシストとして、メイヘムに参加するようになる。しかし脱退から約2年後の1993年8月10日、ユーロニモスがヴァルグ・ヴィーケネスに刺殺されるという事件が起こり、メイヘムは解散する。
1994年に、ヘルハマー (Ds)を中心にメイヘムが再結成された際、ベーシストとしてメイヘムに復帰する。これ以降、メイヘムで活動を続けている。ただし、4thアルバム『Ordo Ad Chao』では2曲のみの演奏に留まり、残りの楽曲ではブラスフェマーがベースを兼任した。これは、ネクロブッチャーがブラスフェマーの作曲した曲のベースラインを十分に練習する時間が無かったためである。
メイヘムの他に、ネクロブッチャーはChecker Patrol、Kvikksølvguttene、L.E.G.O、Musta、Septicといったバンドに参加している。しかしながら、これらのバンドでの活動実績は乏しく、Kvikksølvgutteneで1枚のアルバム及びEPをリリースした程度である。また、ゲスト参加ではあるが、トーケのシングル『Swine of Hades』やブラッドソーンの3rdアルバム『Under the Reign of Terror』等も参加している。
ネクロブッチャーの背中には、左肩から右肩にかけてメイヘムのロゴタイプの入れ墨が彫られている。